# Bahnradsport-Weltmeisterschaften der Junioren 2023

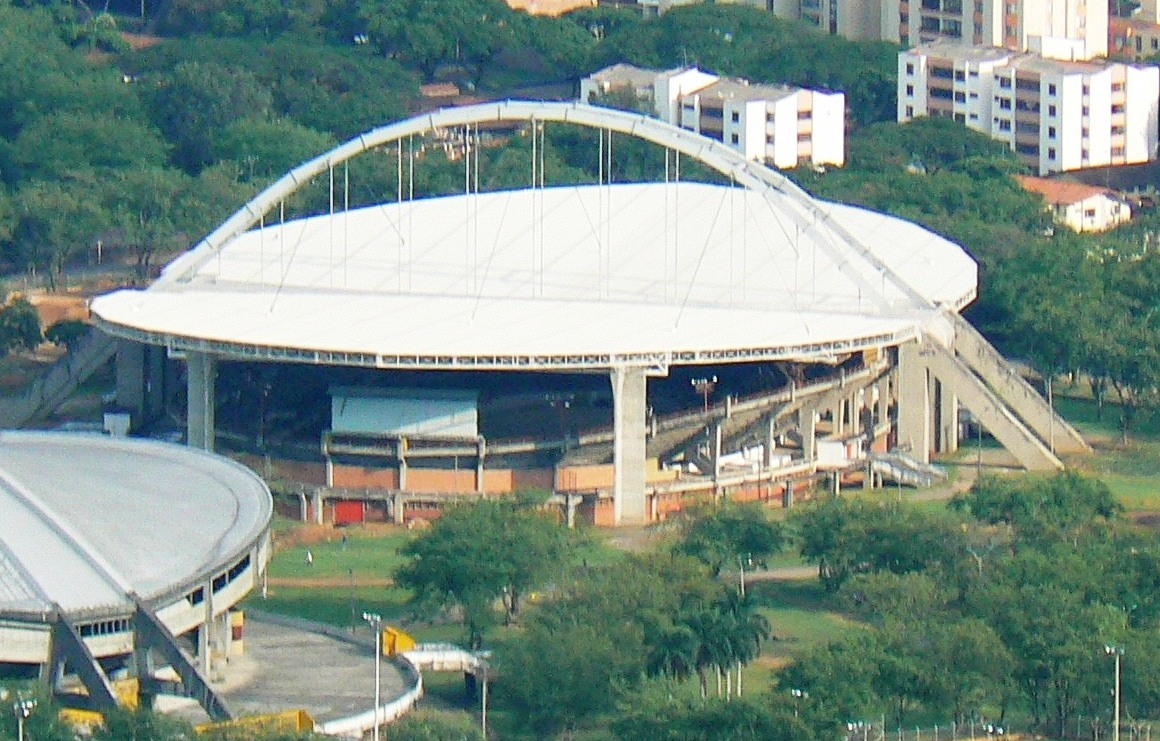
Luftansicht des Velódromo Alcides Nieto Patiño in Cali (2007)

Die Bahnradsport-Weltmeisterschaften der Junioren 2023 (2023 UCI Junior Track World Championships) fanden vom 23. bis 27. August 2023 im Velódromo Alcides Nieto Patiño in der kolumbianischen Stadt Cali statt.

## Zeitplan (Finalwettbewerbe)
| Datum                  | Disziplinen Frauen                                  | Disziplinen Männer                                                   |
| ---------------------- | --------------------------------------------------- | -------------------------------------------------------------------- |
| Mittwoch, 23. August   | Teamsprint, Scratch                                 | Teamsprint                                                           |
| Donnerstag, 24. August | Mannschaftsverfolgung, Ausscheidungsfahren          | Mannschaftsverfolgung, Scratch, Keirin                               |
| Freitag, 25. August    | Sprint, Omnium                                      | Einerverfolgung, Punktefahren                                        |
| Samstag, 26. August    | 500-Meter-Zeitfahren, Einerverfolgung, Punktefahren | Omnium, Sprint                                                       |
| Sonntag, 27. August    | Keirin, Zweier-Mannschaftsfahren                    | 1000-Meter-Zeitfahren, Ausscheidungsfahren, Zweier-Mannschaftsfahren |

Gemeldet waren Sportlerinnen und Sportler aus 46 Nationen – eine neue Rekordzahl – von allen fünf Kontinenten, im Einzelnen 437 Athleten (165 Männer und 121 Frauen). Laut Reglement des Weltradsportverbandes muss eine Nation an den letzten Junioren-Weltmeisterschaften teilgenommen haben, um für die UCI-Bahn-Weltmeisterschaften zugelassen zu werden. Um dieses Kriterium für die Bahnradsport-Weltmeisterschaften 2024 in Ballerup (Dänemark) zu erfüllen, muss eine Nation sowohl an den Junioren-Weltmeisterschaften in Cali 2023 wie auch 2024 in China teilnehmen.
Im Juni 2023 entschied der Weltradsportverband UCI trotz des Ausschlusses ihrer Verbände einzelne russische und belarussische Sportlerinnen und Sportler bei Wettkämpfen zuzulassen. Eine Voraussetzung war, dass die Fahrer die russische Invasion in die Ukraine nicht in den sozialen Medien oder in Interviews unterstützten oder Teil des Militärs sind. Dementsprechend waren in Cali sechs Fahrer am Start, die in der Startliste aus „staatenlos“ aufgeführt wurden und in den Resultatlisten als „individual neutral athlete“.
In der Qualifikationsrunde des Teamsprints fuhr das chinesische Frauenteam, das später Weltmeister wurde, mit 48,997 Sekunden neuen Weltrekord. Luo Xuehang, die zu diesem Team gehörte, verbesserte zudem den Weltrekord im Zeitfahren auf 33,812 Sekunden. Ebenfalls einen neuen Weltrekord im Teamsprint stellten die deutschen Junioren Colin Rudolph, Pete Flemming und Jakob Vogt mit 43,789 Sekunden in der ersten Runde des Wettbewerbs auf. In der Einerverfolgung erzielten der Brite Matthew Brennan mit 3:07,092 Minuten sowie die Italienerin Federica Venturelli mit 2:15,678 Minuten (im Vorlauf) neue Weltrekorde.

## Resultate
- Legende: „G“ = Zeit aus dem Finale um Gold; „B“ = Zeit aus dem Finale um Bronze; „1“ = Zeit aus der 1. Runde; „Q“ = Zeit aus der Qualifikation
- Kursiv geschriebene Sportlerinnen und Sportler bestritten bei Mannschaftswettbewerben nur die Qualifikation oder die erste Runde

### Sprint
| Platz | Sportler        | Land     | Zeit (s)              |
| ----- | --------------- | -------- | --------------------- |
|       | Nikita Kirilzew | individ. | 10,338 (1) 10,182 (2) |
|       | Tayte Ryan      | AUS      |                       |
|       | Cole Dempster   | CAN      | 10,141 (2) 10,378 (3) |

| Platz | Sportlerin            | Land     | Zeit (s)              |
| ----- | --------------------- | -------- | --------------------- |
|       | Jelisaweta Solosobowa | individ. | 11,701 (1) 11,411 (2) |
|       | Stefany Cuadrado      | COL      |                       |
|       | Luo Xuehuang          | CHN      | 11,704 (1) 11,442 (2) |

### Keirin
| Platz | Sportler                    | Land   |
| ----- | --------------------------- | ------ |
|       | Nikita Kirilzew             | indiv. |
|       | Francisco Jaramillo Camacho | COL    |
|       | Pete Flemming               | GER    |

| Platz | Sportlerin        | Land |
| ----- | ----------------- | ---- |
|       | Stefany Cuadrado  | COL  |
|       | Nathalia Martínez | COL  |
|       | Caitlin Kelly     | NZL  |

### Zeitfahren
| Platz | Sportler       | Land     | Zeit (min) |
| ----- | -------------- | -------- | ---------- |
|       | Tayte Ryan     | AUS      | 1:00,748   |
|       | Nolan Huysmans | BEL      | 1:01,657   |
|       | Iwan Samusew   | individ. | 1:01,794   |

| Platz | Sportlerin            | Land     | Zeit (s)  |
| ----- | --------------------- | -------- | --------- |
|       | Luo Xuehuang          | CHN      | 33,812 WR |
|       | Jelisaweta Solosobowa | individ. | 34,090    |
|       | Jekaterina Jewlanowa  | individ. | 34,124    |

### Teamsprint
| Platz | Sportler                                              | Land | Zeit (s) |
| ----- | ----------------------------------------------------- | ---- | -------- |
|       | Colin Rudolph Pete Flemming Jakob Vogt Niklas Holfeld | GER  | 44,256 G |
|       | Sun Haoran Huang Ruiting Xie Han                      | CHN  | 44,520 G |
|       | Yeno Vingerhoets Tjorven Mertens Nolan Huysmans       | BEL  | 45,351 B |

| Platz | Sportlerin                                     | Land | Zeit (s) |
| ----- | ---------------------------------------------- | ---- | -------- |
|       | Bian Yimin Luo Xuehuang Guo Mengyao            | CHN  | 49,360 G |
|       | Bente Lürmann Anastasia Kuniß Anne Slosharek   | GER  | 50,290 G |
|       | Carola Ratti Beatrice Bertolini Asia Sgaravato | ITA  | 51,033 B |

### Einerverfolgung
| Platz | Sportler             | Land   | Zeit (min)       |
| ----- | -------------------- | ------ | ---------------- |
|       | Matthew Brennan      | GBR    | 3:07,092 G WR    |
|       | Luca Giaimi          | ITA    | 3:07,247 G       |
|       | Wladimir Gontscharow | indiv. | Gegner eingeholt |

| Platz | Sportlerin                | Land | Zeit (min) |
| ----- | ------------------------- | ---- | ---------- |
|       | Federica Venturelli       | ITA  | 2:17,205 G |
|       | Juliana Londoño           | COL  | 2:20,811 G |
|       | Felicity Wilson-Haffenden | AUS  | 2:19,504 B |

### Mannschaftsverfolgung
| Platz | Sportler                                                  | Land | Zeit (min)       |
| ----- | --------------------------------------------------------- | ---- | ---------------- |
|       | Matteo Fiorin Juan David Sierra Luca Giaimi Renato Favero | ITA  | Gegner eingeholt |
|       | Bruno Keßler Lui Bengelsdorf Leon Arenz Louis Gentzik     | GER  |                  |
|       | Charles Bergeron Justin Roy Ethan Powell Kaden Colling    | CAN  | 4:02,977 B       |

| Platz | Sportlerin                                                         | Land | Zeit (min) |
| ----- | ------------------------------------------------------------------ | ---- | ---------- |
|       | Clémence Chereau Léane Tabu Melanie Lupin Léonie Mahieu            | FRA  | 4:23,372 G |
|       | Federica Venturelli Alice Toniolli Valentina Zanzi Vittoria Grassi | ITA  | 4:32,395 G |
|       | Lauren Bates Keira Will Sally Carter Nicole Duncan                 | AUS  | 4:26,432 B |

### Scratch
| Platz | Sportler        | Land   |
| ----- | --------------- | ------ |
|       | Ruslan Kusnezow | indiv. |
|       | Matthew Brennan | GBR    |
|       | Conrad Haugsted | DEN    |

| Platz | Sportlerin     | Land |
| ----- | -------------- | ---- |
|       | Nicole Duncan  | AUS  |
|       | Anita Baima    | ITA  |
|       | Laerke Expeels | BEL  |

### Punktefahren
| Platz | Sportler          | Land     | Punkte |
| ----- | ----------------- | -------- | ------ |
|       | Ethan Powell      | CAN      | 53     |
|       | Juan David Sierra | ITA      | 50     |
|       | Daniil Kasakow    | individ. | 41     |

| Platz | Sportlerin      | Land | Punkte |
| ----- | --------------- | ---- | ------ |
|       | Melanie Dupin   | FRA  | 54     |
|       | Isabel Sharp    | GBR  | 54     |
|       | Valentina Zanzi | ITA  | 47     |

### Ausscheidungsfahren
| Platz | Sportler              | Land |
| ----- | --------------------- | ---- |
|       | Ruben Sanchez Cordoba | ESP  |
|       | Matvey Uschakow       | UKR  |
|       | Davide Stella         | ITA  |

| Platz | Sportlerin     | Land |
| ----- | -------------- | ---- |
|       | Anita Baima    | ITA  |
|       | Isabel Sharp   | GBR  |
|       | Ayana Mizutani | JPN  |

### Omnium
| Platz | Sportler        | Land | Punkte |
| ----- | --------------- | ---- | ------ |
|       | Daniil Jakowlew | UKR  | 115    |
|       | Žak Eržen       | SLO  | 110    |
|       | Bruno Keßler    | GER  | 106    |

| Platz | Sportlerin       | Land | Punkte |
| ----- | ---------------- | ---- | ------ |
|       | Juliana Londoño  | COL  | 118    |
|       | Clémence Chereau | FRA  | 100    |
|       | Hélène Hesters   | BEL  | 98     |

### Zweier-Mannschaftsfahren
| Platz | Sportler                        | Land | Punkte |
| ----- | ------------------------------- | ---- | ------ |
|       | Matthew Brennan Ben Wiggins     | GBR  | 55     |
|       | Tom Crabbe Milan Van den Haute  | BEL  | 46     |
|       | Matteo Fiorin Juan David Sierra | ITA  | 44     |

| Platz | Sportlerinnen                       | Land | Punkte |
| ----- | ----------------------------------- | ---- | ------ |
|       | Federica Venturelli Vittoria Grassi | ITA  | 54     |
|       | Keira Will Nicole Duncan            | AUS  | 26     |
|       | Adéla Marková Patricie Müllerová    | CZE  | 23     |

## Medaillenspiegel
Die Erfolge der „individuellen neutralen Athleten“ wurden im offiziellen Medaillenspiegel nicht ausgewiesen, sind hier aber zum besseren Verständnis ergänzt.
| Platz | Land                           | Gold | Silber | Bronze | Gesamt |
| ----- | ------------------------------ | ---- | ------ | ------ | ------ |
| 1     | Italien                        | 4    | 4      | 4      | 12     |
| 2     | Kolumbien                      | 2    | 4      | 0      | 6      |
| 3     | Großbritannien                 | 2    | 3      | 0      | 5      |
| 4     | Australien                     | 2    | 2      | 2      | 6      |
| 5     | Volksrepublik China            | 2    | 1      | 1      | 4      |
| 6     | Frankreich                     | 2    | 1      | 0      | 3      |
| 7     | Deutschland                    | 1    | 2      | 2      | 5      |
| 8     | Ukraine                        | 1    | 1      | 0      | 2      |
| 9     | Kanada                         | 1    | 0      | 2      | 3      |
| 10    | Spanien                        | 1    | 0      | 0      | 1      |
| 11    | Belgien                        | 0    | 2      | 3      | 5      |
| 12    | Slowenien                      | 0    | 1      | 0      | 1      |
| 13    | Dänemark                       | 0    | 0      | 1      | 1      |
| 13    | Japan                          | 0    | 0      | 1      | 1      |
| 13    | Tschechien                     | 0    | 0      | 1      | 1      |
| 13    | Neuseeland                     | 0    | 0      | 1      | 1      |
| –     | Individuelle neutrale Athleten | 4    | 1      | 4      | 9      |
| Total | Total                          | 22   | 22     | 22     | 66     |

## Aufgebote

### Bund Deutscher Radfahrer
Juniorinnen
- Messane Bräutigam, Magdalena Fuchs, Pia Grünewald, Anastasia Kuniß, Hannah Kunz, Seana Littbarski-Gray, Janike Maira Lode, Bente Lürmann, Judith Rottmann, Anne Slosharek, Sina Temmen

Junioren
- Leon Arenz, Lui Bengelsdorf, Moritz Binder, Niklas Holfeld, Pete Flemming, Louis Gentzik, Bruno Kessler, Richard Leu, Paul-Felix Petry, Colin Rudolph, Jakob Vogt

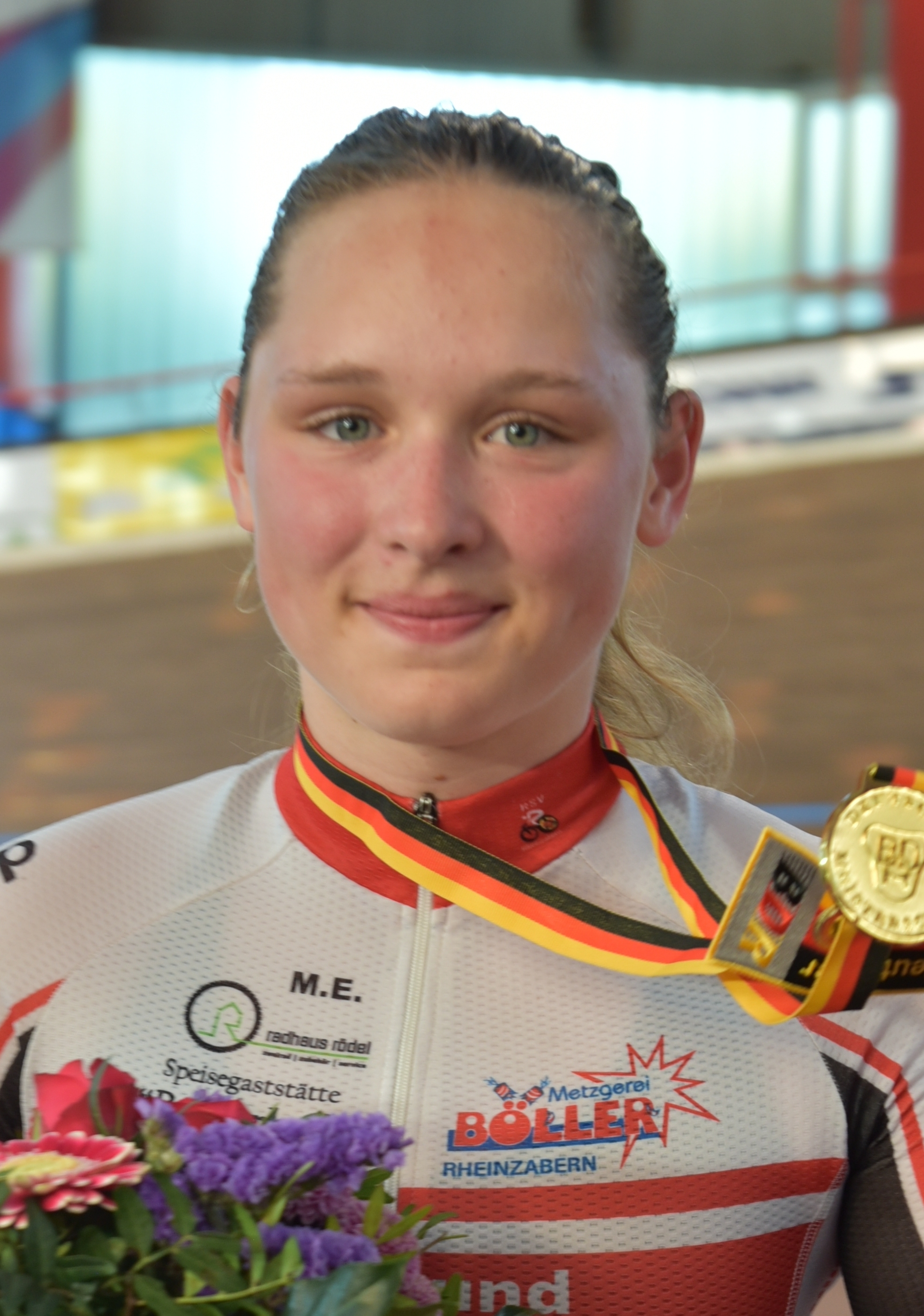
Messane Bräutigam
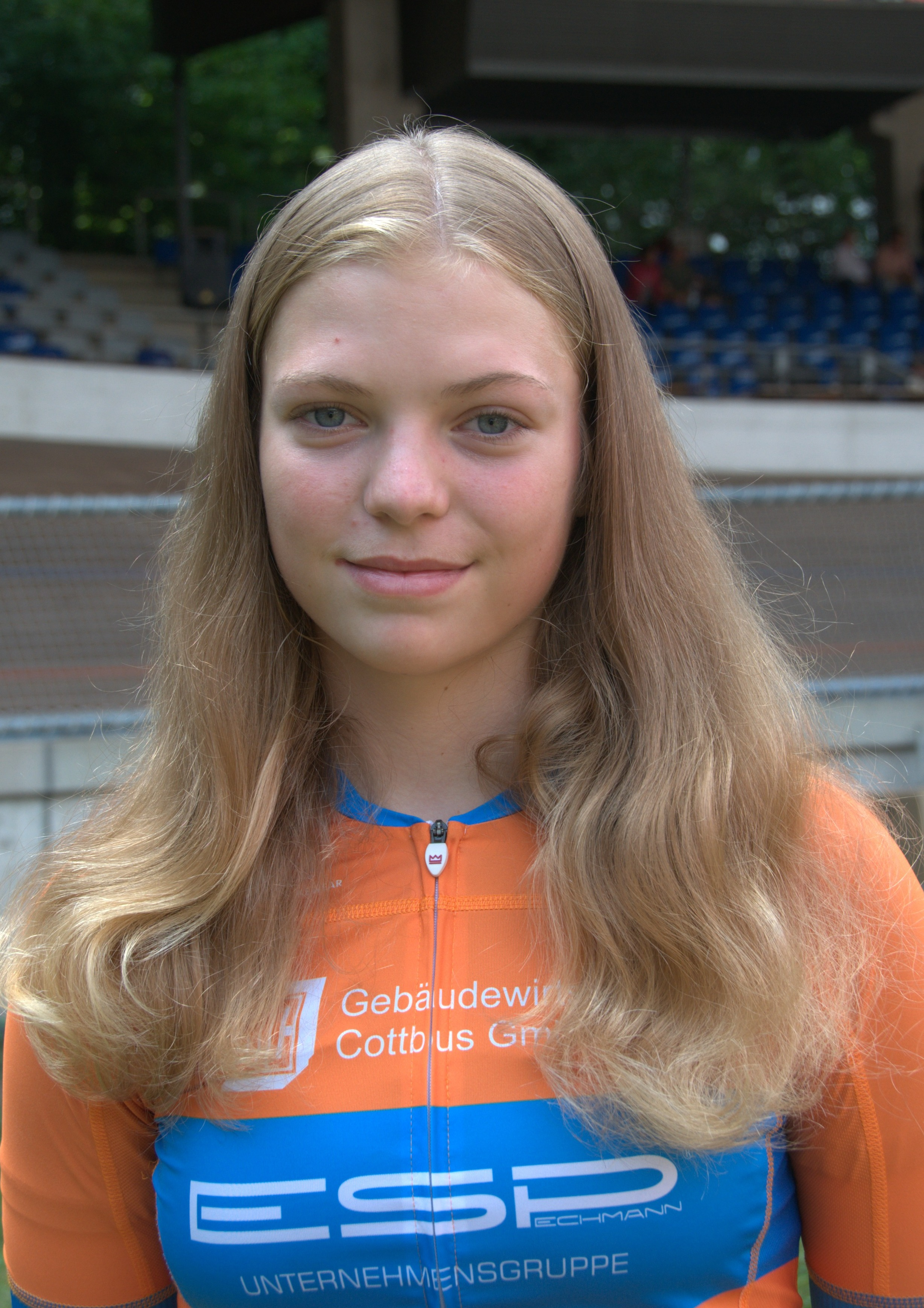
Bente Lürmann
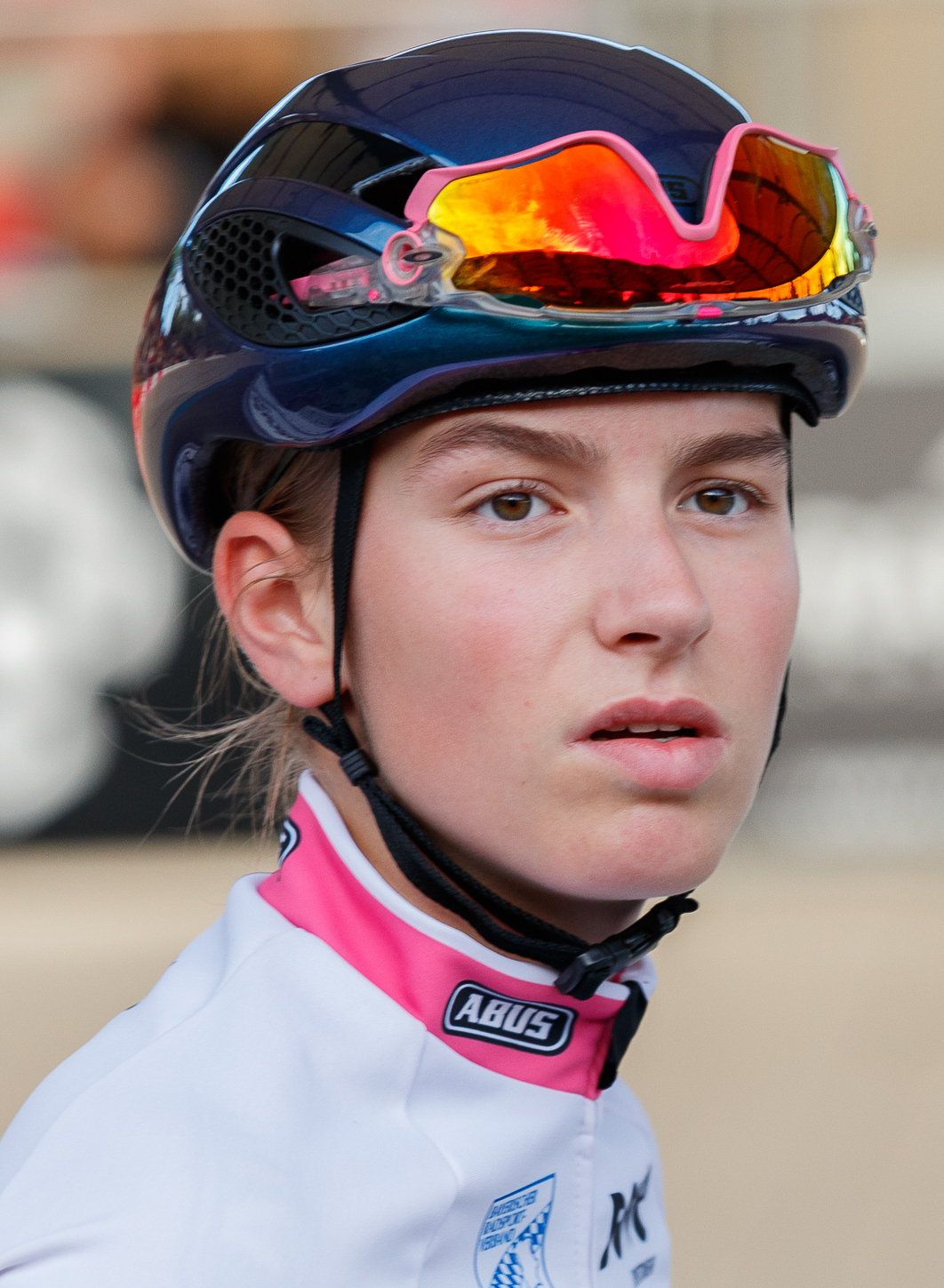
Pia Grünewald
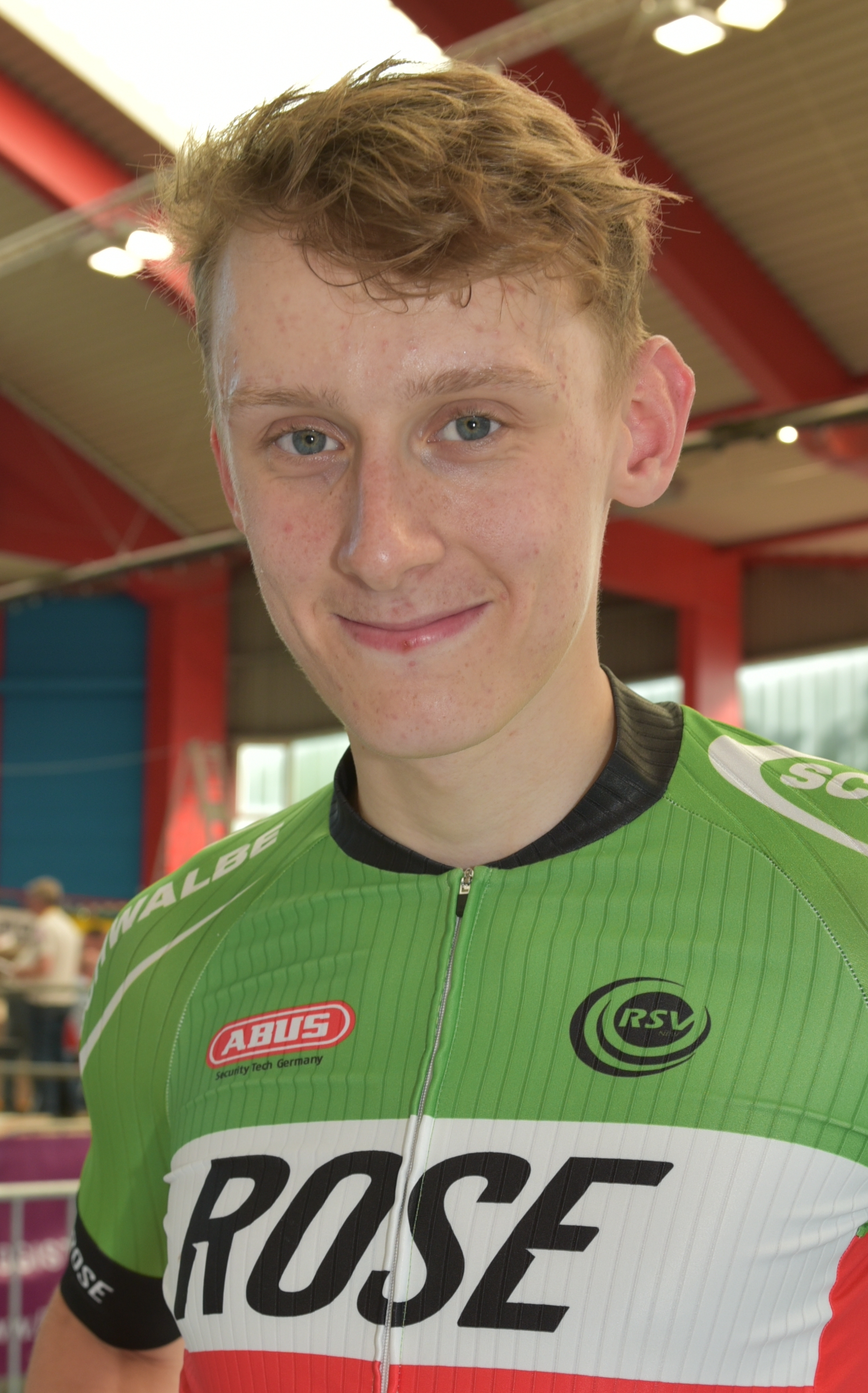
Leon Arenz
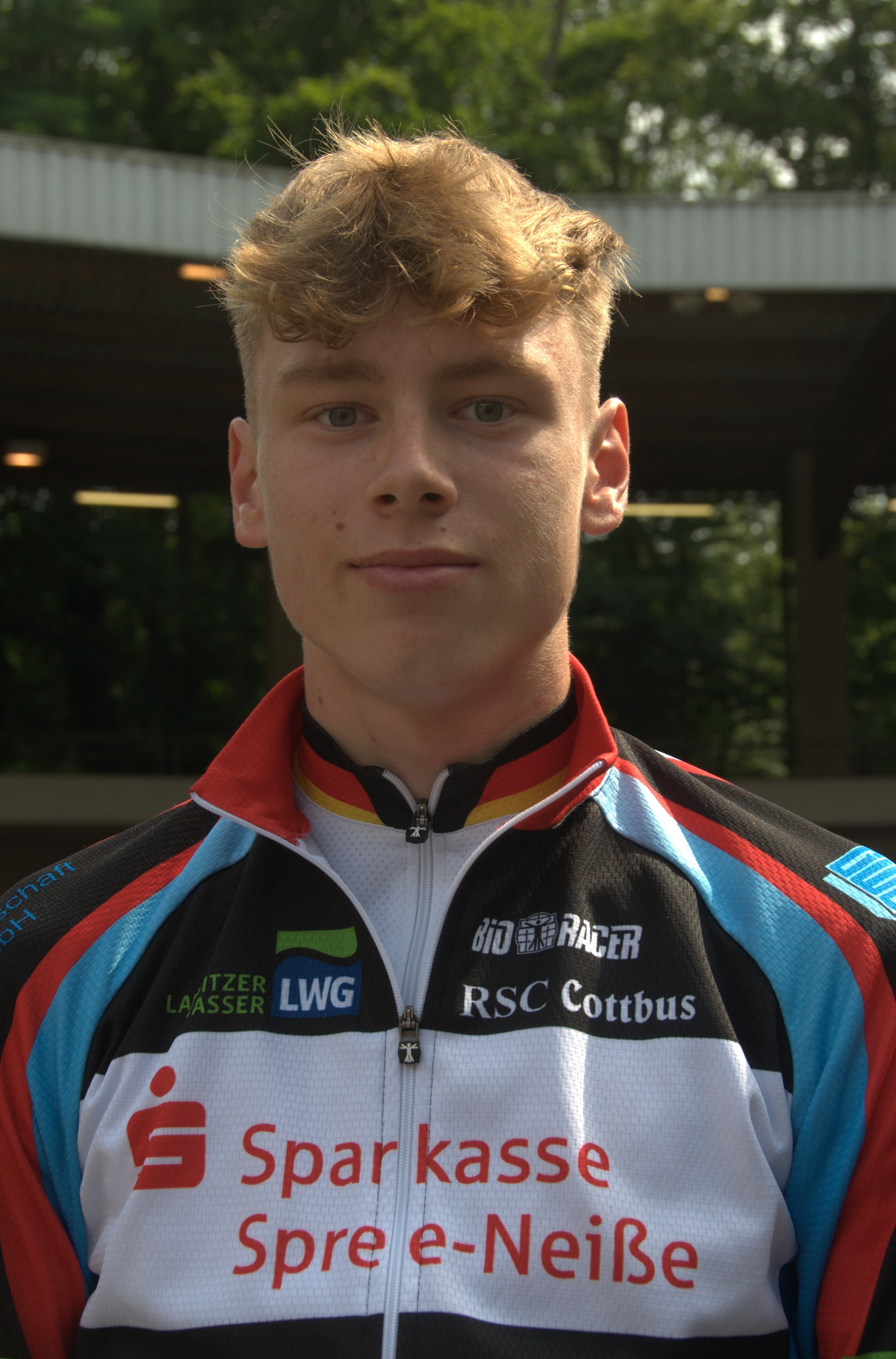
Lui Bengelsdorf
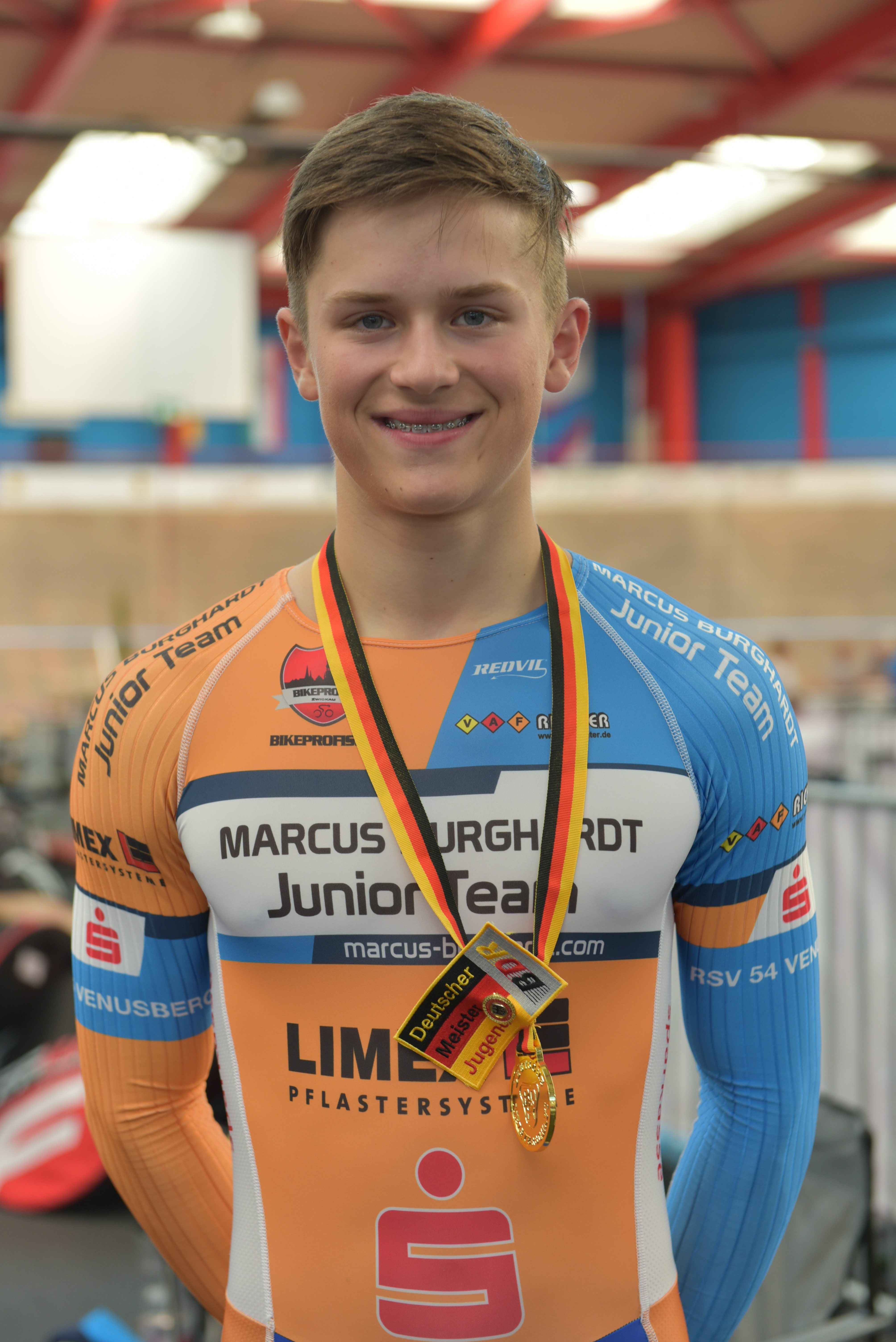
Colin Rudolph
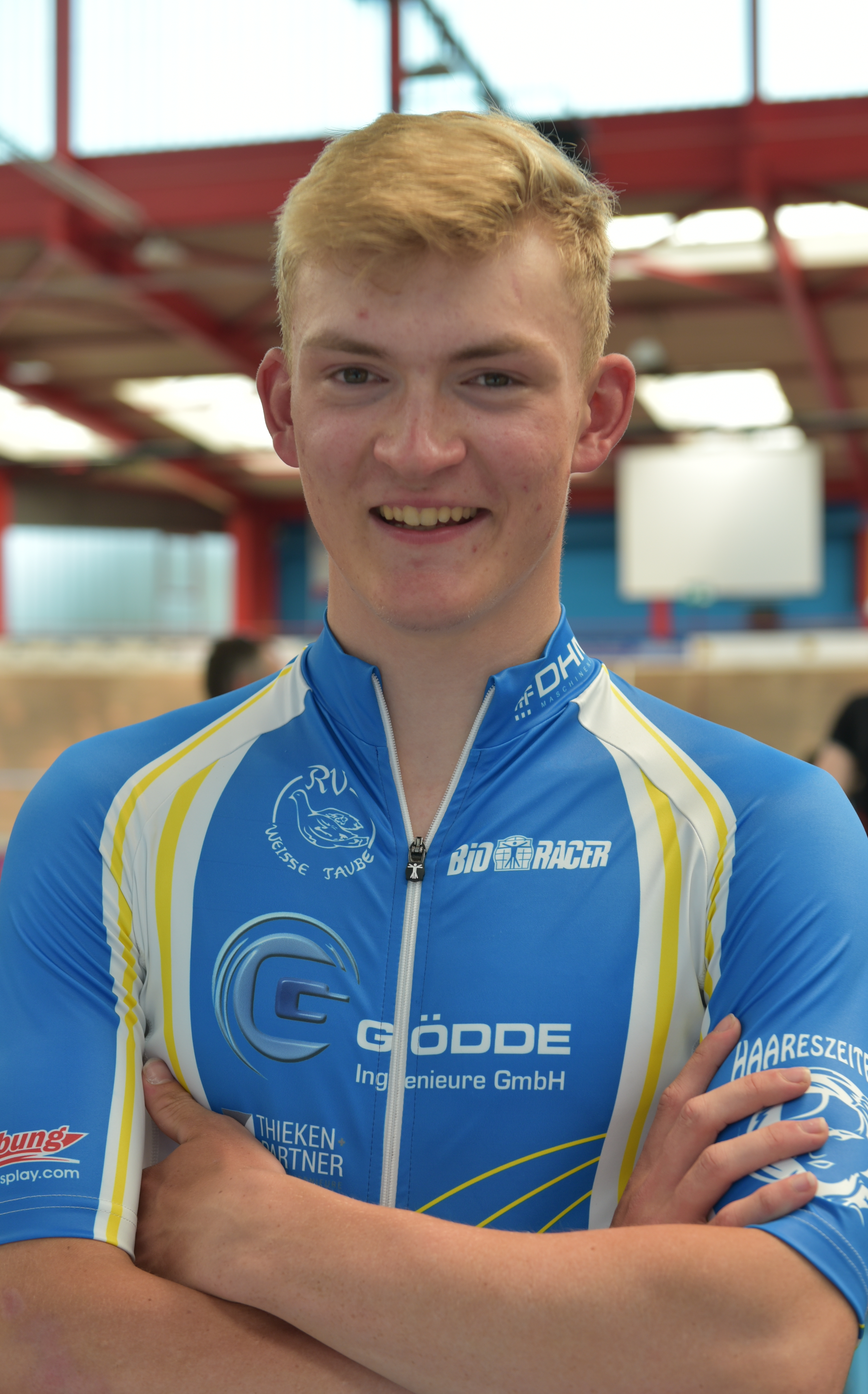
Jakob Vogt

### Cycling Austria
Cycling Austria entsandte keine Sportlerinnen oder Sportler zur Junioren-WM.

### Swiss Cycling
Juniorinnen
- Zoe Schiess

Junioren
- Victor Benareau, Luca Bühlmann, Arthur Guillet, Mats Poot